# Allium paniculatum
Allium paniculatum es una especie de planta bulbosa del género Allium, perteneciente a la familia de las amarilidáceas, del orden de las Asparagales, que se puede encontrar en terrenos cultivados y bordes de caminos.

## Descripción
La raíz es un bulbo esférico, más o menos ovoideo de unos 25 mm de grosor y por lo general sin bulbullos. Escapo (altura del tallo en las monocotiledóneas) de entre 20 y 70 cm. Las hojas semicilíndricas, glabras (sin pelos) y sin pecíolo envainan al tallo hasta la mitad su longitud.
Allium paniculatum forma una umbela de pedicelos (rabillo de la flor) muy desiguales y un poco laxos entre 2 cm x 5 cm que puede ser ovoide (por lo general) o esférica con entre 20 y 100 flores campanuladas.  Cuenta con dos brácteas amplias o espatas de distinto tamaño que incluso supera en tamaño a la umbela. Tépalos de lanceolados a oblanceolados, obtusos, lisos, con un color que va entre el rosados a blanquecino como característica a tener en cuenta es el nervio de coloración más intensa.  Estambres no se asoman por el extremo de la corola (incluso) o ligeramente exertos (sobresalientes). El fruto es una cápsula de aprox. 4 x 2 mm, con 1 o 2 semillas por lóculo (cavidad dentro de la cápsula).
Floración
Entre mayo y agosto.
| | . |
| --- | --- |
| Tépalos oblanceolados, obtusos, lisos, color blanquecino con nervio de coloración morada más intensa. Se aprecia una de las brácteas ya seca y con un tamaño superior al de la umbela y la ausencia de bulbillos en ella | La cápsula, en la foto de la izquierda, dentro de la flor y de color amarillo aun inmadura, cuenta con dos semillas. Como se aprecia en la fotografía de aprox. de 3 x 1,5 mm. |

Citología
Número de cromosomas de Allium paniculatum (Fam. amarilidáceas) y táxones infraespecíficos:
2n = 16, 32
Hábitat
Entre los 0-2800 m. Terrenos cultivados e incultos, bordes de caminos.
Distribución
Sur y este de Europa, Rusia y el norte de África. Introducida en América del Norte. En la península ibérica contamos citas en casi su totalidad.

## Taxonomía
Allium paniculatum fue descrita por Carlos Linneo y publicado en (Systema Naturae) Syst. Nat., ed. 10. 2: 978. 1759.Basónimo
- El Allium paniculatum que describe Ker Gawl. es el  Allium saxatile de M.Bieb.
- El Allium paniculatum que describe Vill. es el Allium paniculatum subsp. paniculatum
- El Allium paniculatum que describe Viv. es el Allium nigrum de L.

Sinonimia
- Allium pallens subsp. paniculatum (L.) Arcang.
- Allium paniculatum var. paniculatum  L.
- Allium paniculatum var. typicum  Regel
- Cepa paniculata (L.) Moench
- Kalabotis paniculatum  (L.) Raf.
- Porrum paniculatum (L.) Moench
- Raphione paniculata (L.) Salisb.

Vernáculo
Achu, ajillo, ajillo de monte, ajillo silvestre,, ajo porro, ajo silvestre, cebollica, cebollina.